# الموضة الفيكتورية

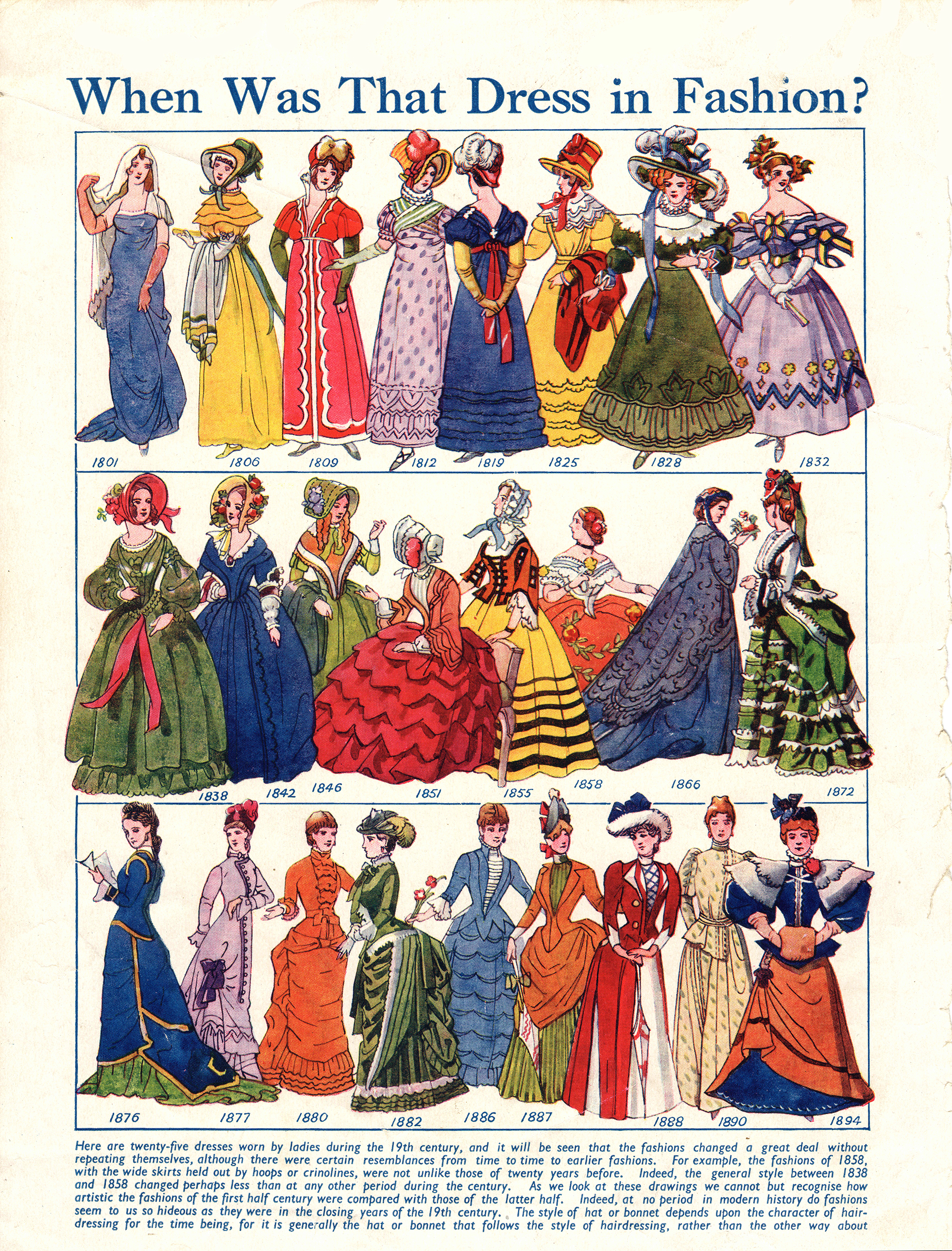
رسم يظهر الأزياء خلال القرن التاسع عشر

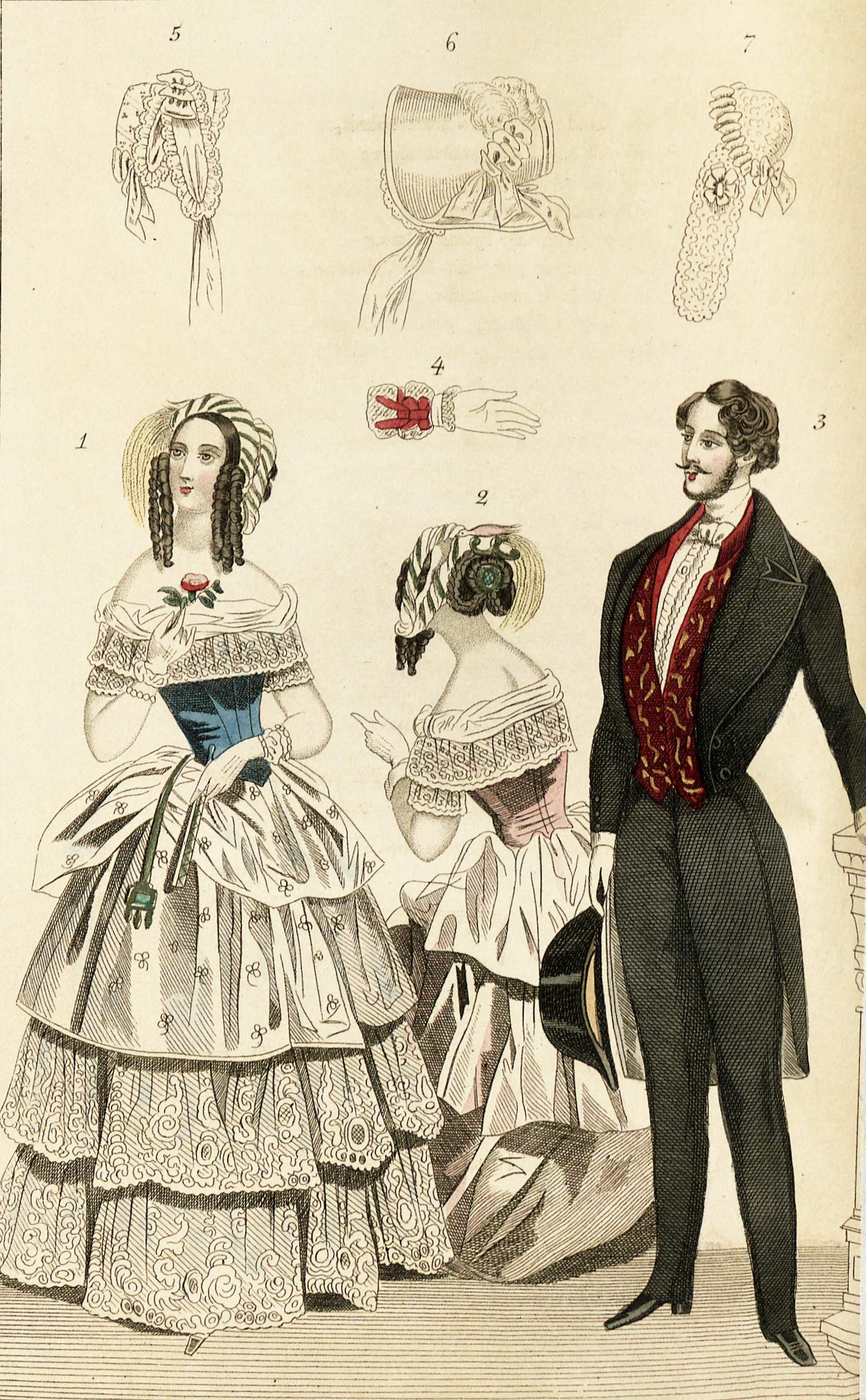
صورة لرسمة أزياء عام 1844 تظهر ملابس على الموضة للرجال والنساء كما تصور رسومات للقبعة والقفازات

الموضة الفيكتورية تشمل الأزياء في الثقافة البريطانية التي خرجت وتطورت في المملكة المتحدة والإمبراطورية البريطانية خلال العصر الفيكتوري، من عام 1830 حتى 1900 تقريبًا (عقد)، شهدت الفترة تغيراتٍ عديدة في الأزياء بما في هذا الأساليب وتقنية الزي وأساليب في التوزيع، وتقدمًا كثيرًا في العمارة والأدب والديكور والفنون البصرية كذلك تغير النظرة للدور التقليدي لأدوار الجنسين أثرت في نمط الأزياء.
تحت حكم الملكة فيكتوريا تمتعت إنجلترا بفترة من النمو الاقتصادي بجانب التقدم التكنولوجي، كما أدى الإنتاج الكثيف لماكينات الخياطة في 1850 وتطور الأصباغ الصناعية إلى حدوث تغيرات كبيرة في الأزياء، فصار بالإمكان صنع الملابس بشكل أسرع وأرخص، وتطور الطباعة وعرض مجلات الأزياء سمح للناس بالمساهمة في تطور اتجاهات الفن الرفيع، مما أتاح السوق للاستهلاك العام والدعاية.
بحلول 1905، كانت الملابس المحاكة في المصانع تباع في المتاجر الكبيرة ذات السعر الثابت محفزةً عصرًا جديدًا من الاستهلاك مع نمو الطبقة المتوسطة التي استفادت من الثورة الصناعية.

## أزياء النساء

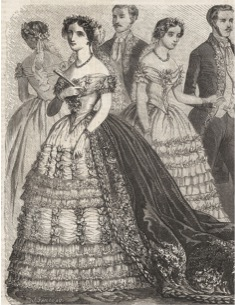
صورة لفستان مساء من الخمسينات بخط عنق بيرثا

خلال العصر الفيكتوري، كان مكان المرأة في المنزل، خلاف العصور السابقة حيث كن يساعدن أزواجهن أو إخوتهن في أعمال العائلة، وفي القرن الثامن عشر أصبحت أدوار الجنسين محددة أكثر مما سبق، وأسلوب ملابسهن عكس نمط حياتهن.
الأزياء الفيكتورية لم تُعدّ لتكون عملية.
كان يُنظر للملابس على أنها تعبير لمكانة المرأة في المجتمع وبالتالي اختلفت تبعًا للطبقة الاجتماعية، نساء الطبقة العليا اللاتي لم يكن بحاجة لعمل غالبًا ما ارتدين مشدات ضيقة من الدانتيل فوق صدرية مع تنورة مطرزة بزخارف كثيرة تحتها بيتيكوت (تنورة داخلية) - فيما عرضت نساء الطبقة الوسطى أسلوب أزياء مشابه إلا أن الزخارف كانت أبسط - ، طبقات الملابس جعلتها ثقيلة للغاية، كما أن المشدات كانت ضيقة وتقيد الحركة، وبالرغم من أن الملابس لم تكن مريحة إلا أن خامة القماش والطبقات المتعددة كانت تُرتدى كرمزٍ للثراء.
خط العنق بيرثا هو خط عنق منخفض الكتفين ارتدته النساء خلال العصر الفيكتوري، قصة الصدر هذه كشفت أكتاف النساء وأحيانًا كانت تطرز عليها ستة إنشات من الدانتيل المثقب، أو لدى الصدرية ياقة مكسوة بعدة طبقات من قماشٍ ذو ثنيات، على أي حال كشف خط العنق كان محصورًا على الطبقتين العليا والوسطى فحسب، خلال تلك الفترة لم يسمح لنساء الطبقة العاملة بإظهار الكثير من الجلد. أسلوب الديكوليتيه أدى لأن تصبح الشالات من الخصائص الأساسية للفساتين، وفقدت المشدات أشرطة الكتف، وانتِجت صدريتين واحدة تغطي الأكتاف للصباح وأخرى تكشفها للمساء.

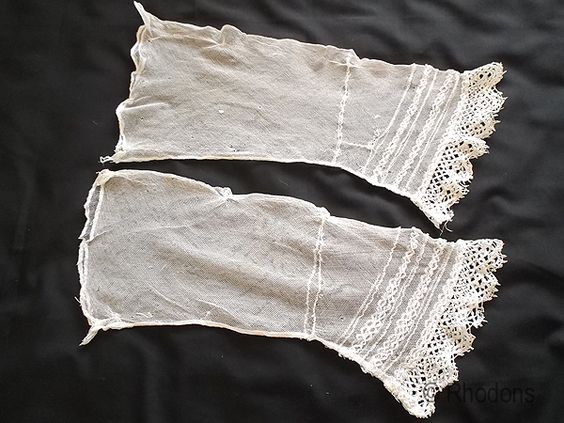
صورة للأكمام الزائفة- Engageantes-

استخدمت الأكمام خلال العصر الفيكتوري كانت الأكمام ضيقة تتلاءم في التصميم مع خصر النساء الصغير، والاكتاف باتت تنخفض وتضيق حتى تلاءم الذراع مما أدى للحد من حركة النساء، لكن مع تطور الكرينولين في الموضة تغيرت الأكمام لتصبح كأجراس ضخمة فأعطاها حجمًا أثقل.
لُبست الـ Engageantes – الأكمام الزائفة- أسفل الأكمام الحقيقي، وكانت غالبًا ما تصنع من الدانتيل والكتان بزخارف مثقبة، وتميزت بسهولة غسلها وإعادة خياطتها لتلحق بالأكمام الحقيقية التي كانت تصل للمرفق، شاع ظهورها أسفل الأكمام الجرسية لفساتين النهار.
قُدم أسلوب Polonaise حيث تكون مؤخرة التنورة منفوشة، وكذلك بدأت الـ كرينولين والهياكل بالاختفاء لكونها أخطر على نساء الطبقة العاملة. وظهرت المنفجة.

## أسلوب ملابس 1830

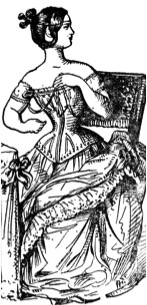
فستان عام 1837

خلال بداية حكم الملكة فيكتوريا في عام 1837كان الشكل المثالي للمرأة الفيكتورية هو جذع نحيل طويل وأوراك عريضة، ولتحقيق هذا كانت المشدات تحيط بالبطن وحتى الوركين، وغالبًا ما كانت القمصان تُرتدى أسفل المشد ويقص بشكل منخفض لمنع الانكشاف، فوق المشد لُبست صدريات ضيقة تبرز خطوط الخصر مع تنورة طويلة ذات طبقات من نسيج من شعر الحصان تعطي امتلأً وتبرز الخصر الصغير في نفس الوقت، ولتعاكس الخصر الضيق كانت خطوط العنق مستقيمة ومنخفضة.

## أسلوب ملابس 1840

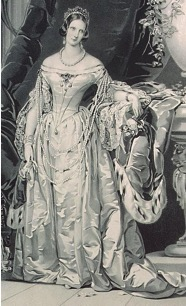
فستان من الأربعينات

أكمام الصدرية كانت ضيقة من فوق متبعة أسلوب (Mancheron) لكنها صارت أوسع بين المرفق وقبل الرسغ، في البداية كانت ضيقة أسفل الكتف مما حد من حركة الذراع.
ونتيجة لهذا في منتصف العقد ولما لوحظ أن الأكمام تتسع من المرفق بشكل قمع مما يتطلب ارتداء أكمام سفلية لتغطي المتبقي من الذراع.

أما التنانير فازدادت طولًا واتساعًا بسبب ظهور الـ كرينولين المصنوعة من شعر الحصان في عام 1847 فأصبحت رمزًا للثراء.

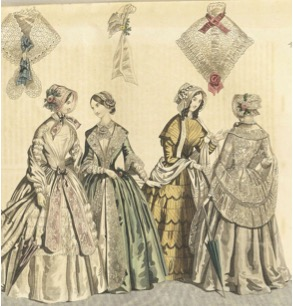

والطبقات الإضافية من الطيات والتنانير أبرزت الامتلاء لتلك التنانير الواسعة. متوافقة مع الخصر الضيق، كانت التنانير متصلة بالصدرية باستخدام أحزمة داخلية مشدودة جدًا ومحمية عند كل طية، خدمت أيضًا كزينة للتنانير البسيطة.
مقارنة بأسلوب 1830 الملفت كان يُنظر لأسلوب 1840 على أنه تقليدي وقوطي.

## أسلوب ملابس 1850

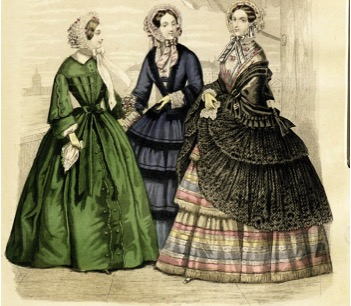
فستان من الخمسينات

الشكل العام لم يتغير في 1850، إلا أن بعض العناصر تغيرت.
الياقات في فساتين النهار انخفضت أكثر حتى أصبحت في شكل 7 أو v  مسببة الحاجة لتغطية المؤخرة بقميص، وعكس فساتين النهار استخدمت فساتين المساء أسلوب Bertha - بيرثا- الذي يظهر

الكتفين تمامًا.

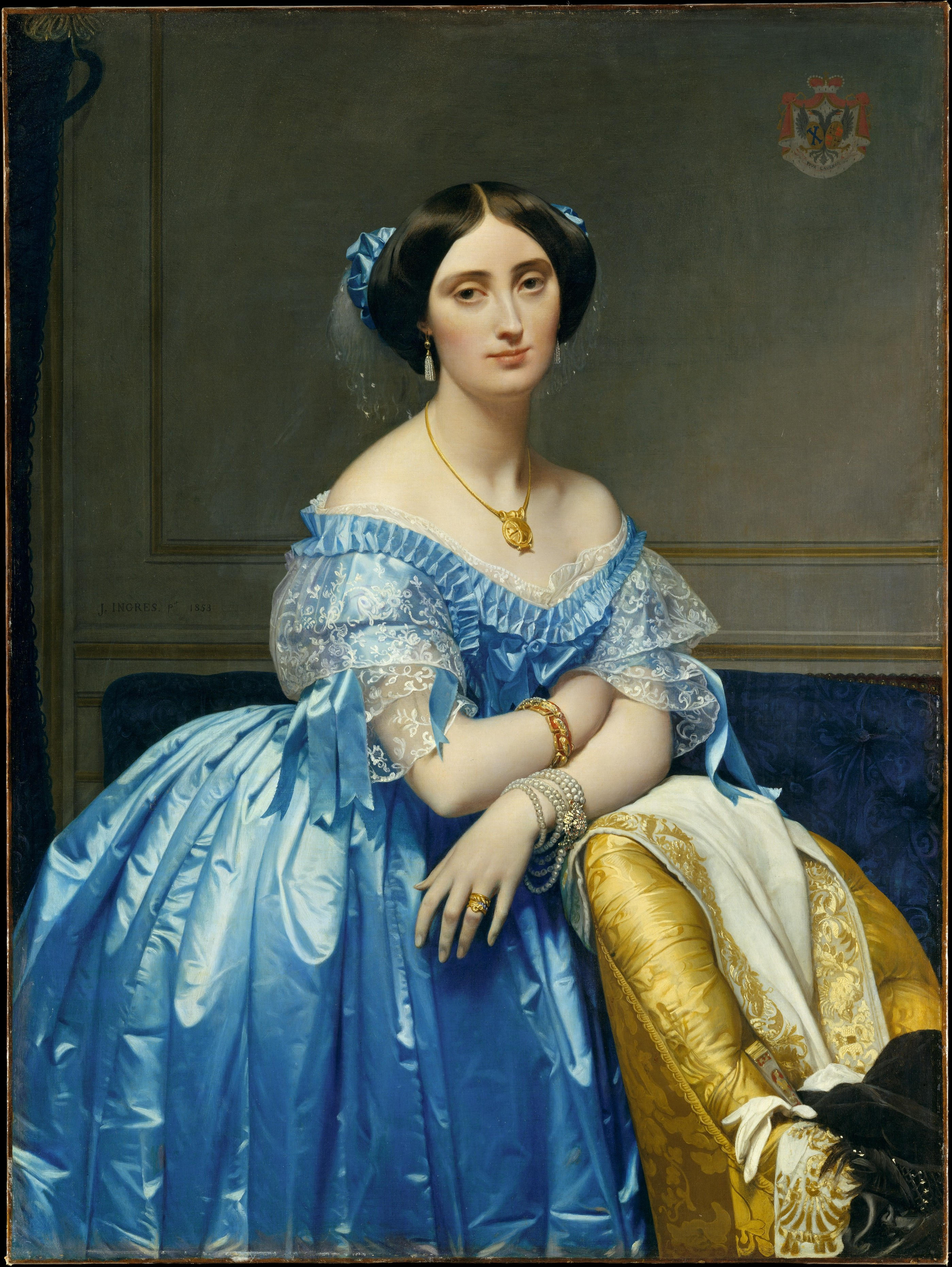
The Princesse de Broglie, 1851-53

بدأت الصدريات بالامتداد أسفل الوركين فيما انفتحت الأكمام وازدادت في الامتلاء، حجم وعرض التنورة استمر في الزيادة، خصوصًا خلال 1853 عندما أضيفت صفوف من الكشكات.

مع هذا في عام 1856 ازداد اتساع التنانير أكثر حتى صارت كالقبة وهذا الاتساع كان نتيجة لاختراع أول هيكل كرينولين صناعي، الهدف من الـ كرينولين – مع المشد - كان لإعطاء شكل ساعة رملية بإبراز الوركين والإيحاء بصغر الخصر، صنع الهيكل بوصل قضبان حديدة نحيفة معًا لتشكل شكلًا دائريًا يستطيع بمفرده دعم التنورة ذات العرض الكبير, هذا كان ممكنًا بالتقنية التي استطاعت تحويل الحديد لفولاذ يمكن صياغته لأسلاك وبالرغم من سخرية الصحفيين ورسامي الرسوم الهزلية من ازدياد حجم الـ كرينولين آنذاك إلا أن هذا الابتكار حرر النساء من الثقل للتنانير كما كان خيارًا صحيًا أكثر.

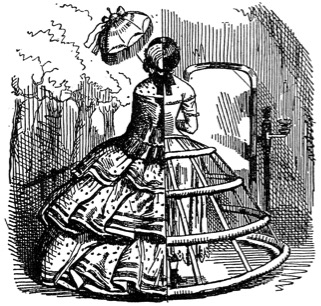
هيكل كرينولين عام 1856

في تلك الأثناء، اختراع الأصباغ الصناعية أضاف ألوانًا جديدة للملابس واختبرت النساء ألوانًا أكثر إشراقًا ولفتًا للنظر، التطور التقني لذلك العقد منح النساء الحرية والاختيار.

## أسلوب ملابس 1860

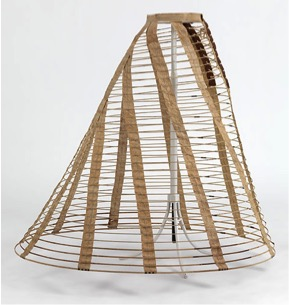
قفص كرينولين من الستينات

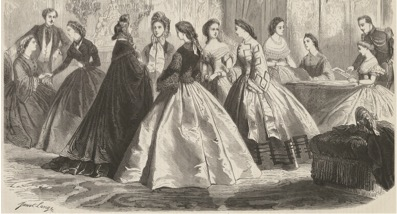
فستان من الستينات

خلال أوائل ومنتصف ستينيات القرن التاسع عشر بدأت الـ كرينولين تتناقص في الحجم من الأعلى فيما استعادت ضخامتها في الأسفل وفي الآن ذاته شكل الـ كرينولين صار مسطحًا أكثر من الأمام وعريضًا من الخلف حيث صارت التنانير تضم ذيلًا – تراين–، في الجهة الأخرى صارت الصدريات تنتهي على خط الخصر الطبيعي. ولها أكمام Pagoda   واسعة، كما ضمت خط عنق مرتفعًا وياقات لفساتين النهار وخط عنق منخفضًا لفساتين المساء، لكن في 1898 الشكل الأنثوي العام صار أكثر ضآلة مع استبدال الـ كرينولين بالمنفجة والكشكشات الداعمة أخذت الدور في تحديد الشكل الخارجي، عرض التنورة تضاءل أكثر فيما بقي الامتلاء والطول في الخلف لإبراز المؤخرة، وجُمِع الذيل ليشكل طيات وثنيات

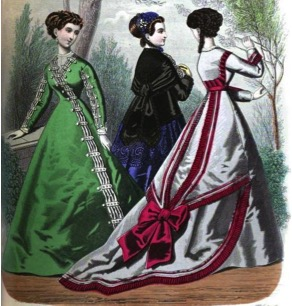
فستان من الستينات يظهر الذيل

## أسلوب ملابس 1870

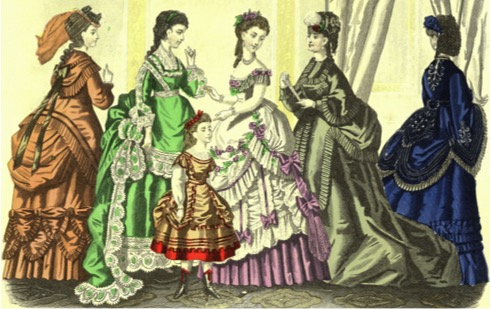
فستان من السبعينات

ببطء اختفت موضة التنانير الواسعة خلال 1870 لما صارت النساء تفضلن مظهرًا أنحل فيما بقيت الصدريات على خط الخصر الطبيعي وتنوعت خطوط العنق وأما الأكمام فتبدأ أسفل خط الكتف.
وبسبب ازدياد طول الصدريات في عام 1873, قُدِّمت فساتين الـ polonaise لأسلوب الملابس الفيكتوري؛ وهي فساتين تجمع بين التنورة التحتية والصدرية.
أيضًا ظهرت المنفجة ومع الـ polonaise أوهمت بزيادة في الحجم من الخلف.
بحلول عام 1874 بدأ شكل التنورة يستدق وفي الأمام وصارت مزركشة، فيما ضاقت الأكمام حول منطقة الرسغ.

طالت المنفجة وصارت أكثر انخفاضًا مما أدى لأن يتناقص امتلاء التنورة أكثر، وازدادت الثنيات في الخلف مما صنع صفوفًا أضيق إنما أكثر طولًا.

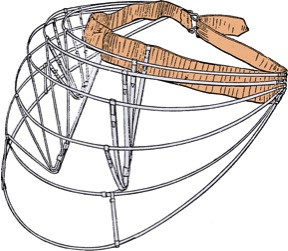
منفجة من السبعينات

وبسبب ازديد طول ذيل الفستان توجب على النساء ارتداء الـ بيتيكوت لإبقاء الملابس نظيفة.

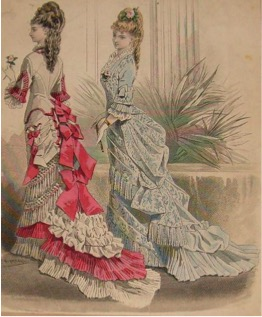
فستان عام 1877

لكن وعلى اقتراب عام 1877 صممت الفساتين لتلائم الجسد مع شعبية المظهر النحيل وما ساعد على هذا كان اختراع صدرية الـ cuirass bodice والتي تعمل كالمشد إنما تمتد للأسف تجاه الوركين والأفخاذ العلوية.
بالرغم من أن أنماط الملابس اتخذت شكلًا طبيعيًا أكثر إلا أن ضيق التنورة كان يحد مرتديتها في المشي.

## أسلوب ملابس 1880

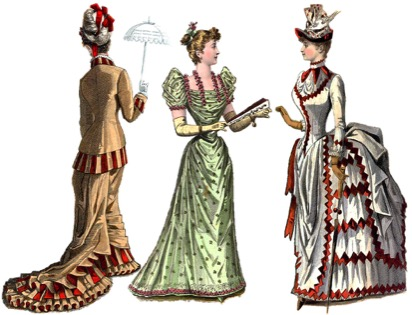
فساتين من الثمانينات

بداية العقد كانت مرحلة من التشتت في الأسلوب ففي جهة هناك أسلوب الفساتين بالغة البهرجة بخامات مختلفة وإكسسواراتٍ مبهجة, وفي الجهة الأخرى منحت الشعبية المتصاعدة لـ صناعة الأزياء أساليب أخرى أبسط وبعض من الفضل في تغير المظهر يعود لـ حركة تعديل الفستان الفيكتوري - Victorian dress reform، والتي تشكلت من عدة حركات شملت: حركة - الزي الفني -Aesthetic Costume، وحركة the Rational Dress Movement، في منتصف إلى نهاية الحقبة الفيكتورية مؤيدة الشكل الطبيعي والملابس الداخلية الخفيفة ورافضة للمشدات الضيقة، لكن هذه الحركات لم تلق رواجًا شاسعًا.

مع هذا احتج البعض بأن الشعبية المتزايدة للبدلات شبه الرجالية كانت ببساطة محض أسلوبٍ راج آنذاك

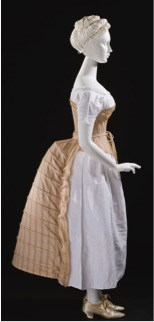
منفجة عام 1885

ولا يشير لنظرة متقدمة أو حاجة لملابس عملية، مع هذا التنوع في الخيارات وتبني ما كان يعتبر ملابسًا للرجال آنذاك تصادف والنمو في قوة ومكانة المرأة قرابة أواخر العصر الفيكتوري.
في عام 1883 عادت المنفجة وقد ازداد البروز أفقيًا في الخلف ونتيجة للامتلاء الإضافي انتقلت الثنيات للجانبين أو على الأمام في التنورة وأي ثنيات تبقت في الخلف رُفعت لتصير منتفخة.
في الجهة الأخرى صارت الصدريات أقصر تنتهي فوق الوركين لكنها بقيت تخاط يدويًا إنما أكثر تنظيمًا.                       
إنما في 1886 تغير الشكل الخارجي ليعود لمظهرٍ أنحل مجددًا، أكمام الصدريات كانت أنحف وأضيق فيما أصبحت خطوط العنق أعلى، وكما بدأت الملابس المخاطة بالآلة بالتطور حتى تحسنت في التسعينيات من القرن.

## أسلوب ملابس 1890

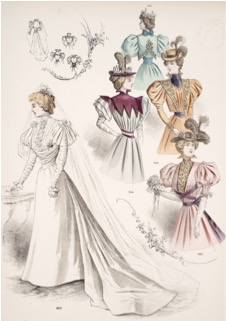
فساتين من التسعينات

بحلول 1890 تم التخلي عن الـ كرينولين والمنفجة كليًا وانحنت التنانير بشكلٍ طبيعي من الخصر الصغير لمرتديتها وتطورت لتصبح بشكل جرس، كما صنعت لتكون أضيق عند الوركين، كانت خيوط العنق مرتفعة فيما أكمام الصدريات ارتفعت عند الأكتاف لكن خلال 1894 تناقص حجمها، احتاجت الأكمام الكبيرة لحشواتٍ حتى تثبت الشكل لكنها انخفضت مع نهاية العقد.
ولهذا تبنت النساء أسلوب السترات المخاطة بالآلة مما حسن وضعيتهن وثقتهن فيما يعكسن المعايير للأنثى الحرة الأولى.

## القبعات

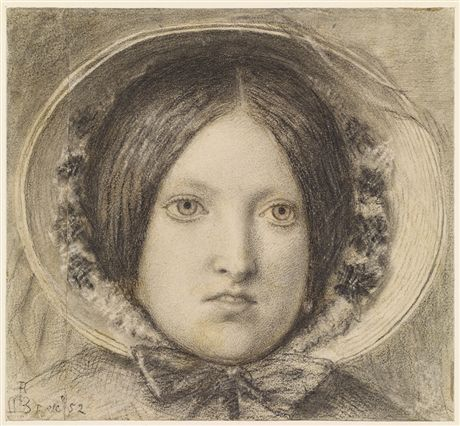
إيما هيل بواسطة(Ford Madox Brown (1853. قبعة من العصر الفيكتوري (Poke bonnets)

كانت القبعات – وكذلك القفازات – مهمة لقبول المظهر عند كلٍ من النساء والرجال فالخروج بلا قبعة كان ببساطة غير لائقًا، وعلى سبيل المثال كانت القبعات المرتفعة قطعة رسمية أساسية يرتديها رجال الطبقة العليا والوسطى، أما للنساء فتغيرت أشكال القبعات مع الوقت وصُممت لتتماشى وملابسهن.
كانت التنانير الضخمة التي تثبتها الكرينولين والتنانير الموسعة عنصرًا أساسيًا في المظهر، ولتدعم المظهر دون تشتيته كانت القبعات أصغر في الحجم وأبسط في التصميم، وخلال العقود الأولى في العصر الفيكتوري كانت قبعات القش والقماش -bonnets - الخيار الشعبي.
حوت قبعات الـ Poke bonnets - والتي ارتديت خلال نهاية فترة الوصاية على العرش - Regency period – تيجانًا صغيرة مرتفعة وأطرافًا راحت تكبر حتى العقد الثلاثين حينما كان وجه امرأة ترتديها لا يمكن أن يرى إلا من الأمام مباشرة، حيث كانت للقبعات أطراف دائرية تماثل الشكل الدائري للتنانير الموسعة التي تشبه الجرس.
مرة أخرى وحينما شارف العصر الفيكتوري على النهاية تغير المظهر الخارجي، فكان الشكل الخارجي أشبه بمثلثٍ مقلوب مع قبعة ذات أطراف واسعة وجسد علوي ممتلئ بأكمام منتفخة، لا منفجات ولا تنانير تضيق عند الكاحلين، – تنانير هابل hobble skirt كانت صيحة قصيرة الأمد بعد نهاية العصر الفيكتوري- كانت القبعات الضخمة الواسعة مغطاة بزهور حريرية وأشرطة وريش فريد، أحيانًا كانت القبعات تضم طيورًا نادرة محنطة بأكملها. عدد كبير من الريش كان من الطيور في إيفرجلادز التي تقع في فلوريدا مما كاد يؤدي إلى انقراضها نتاجًا للصيد الجائر.
بحلول 1899 وحد الناشطون البيئيون الأوائل مثل أديلين كناب - Adeline Knapp – جهودهم لتقنين الصيد لأجل الريش. وبحلول 1900 أكثر من خمسة ملايين طيرًا قتلت وقرابة 95% من طيور فلوريدا الساحلية قتلها صيادي الريش plume -hunters-.
الأحذية
الأحذية بالأربطة والتي تصل للكاحلين كانت مشهورة وكذلك كانت أحذية البوت المزررة.
من سبعينيات القرن الثامن عشر وحتى القرن العشرين صارت الكعوب أعلى كما صارت مقدمة الأحذية مستدقة أكثر.
كانت الأحذية المفتوحة - Low-cut pumps – ترتدى في المساء.

## أزياء الرجال

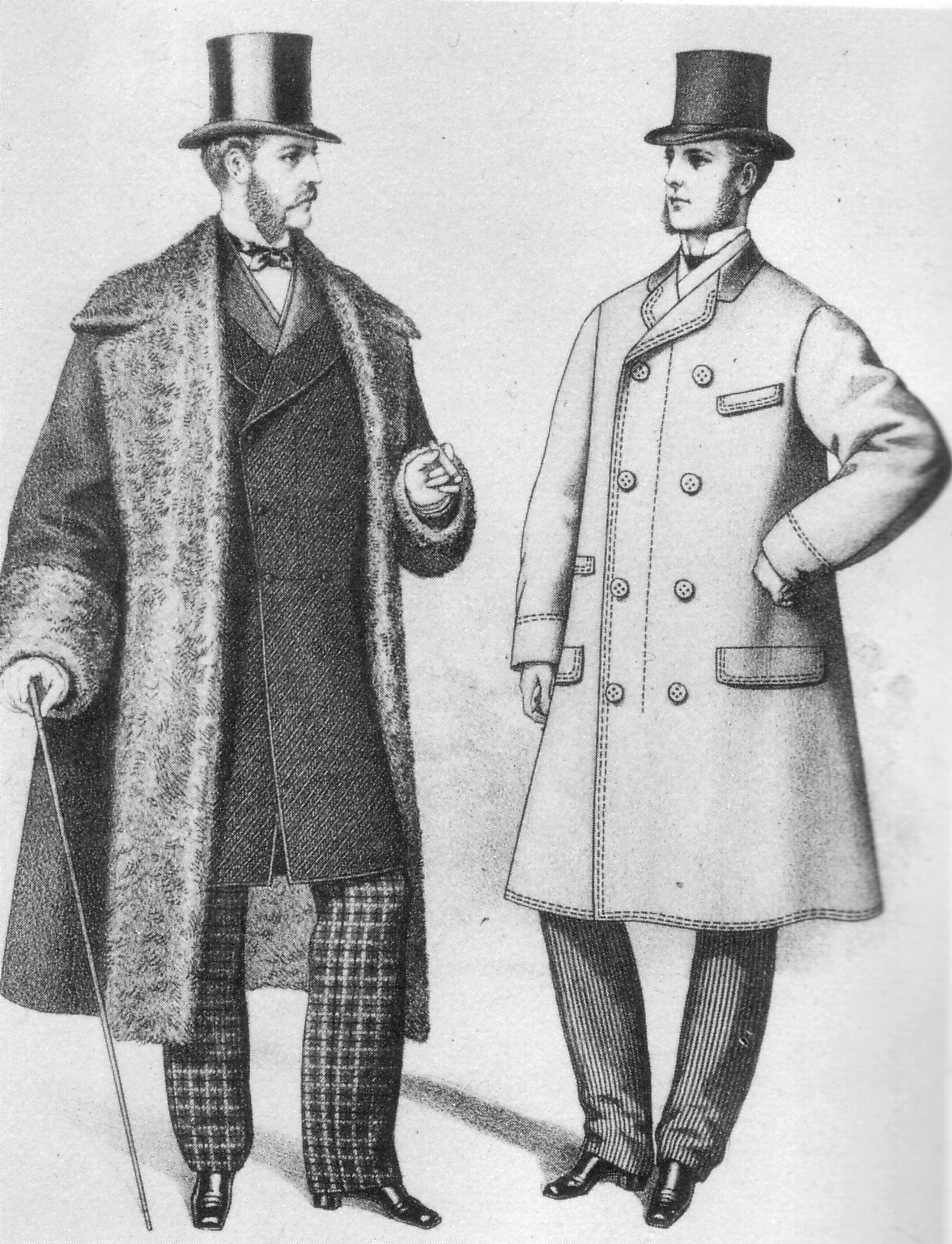
رسم للرجال الفيكتوريين في السبعينات

خلال العقد الرابع من القرن الثامن عشر ارتدى الرجال معاطف ضيقة إلى الركبتين وصدارًا أو صدرية، كانت الصدريات بصفٍ أو صفين من الأزرار ذات ياقة عنق بشكل V بطيتين أو مع شال، وقد ينتهي المعطف بنقطتين محززتين عند الخصر، في مناسبة أكثر رسمية يُرتدى معطف صباحي مفصل مع بنطالٍ فاتح اللون خلال النهار وخلال المساء كانوا يرتدون معطفًا داكن اللون وله ذيل مع بنطال.
صنعت القمصان من كتان أو قطن ذات ياقات منخفضة، تطوى للأسفل أحيانًا مع ربطات عنق عريضة.
ارتُديت البناطيل ذات السحابات – أو الأزرار- المخفية، وبناطيل الركبي للأعمال الرسمية ولركوب الخيل، كذلك ارتدى الرجال قبعات عالية بأطراف واسعة في الأجواء المشمسة.
وبينما استمر رجال الطبقة الرفيعة بارتداء القبعات العالية، ارتدى رجال الطبقة العاملة قبعاتٍ مستديرة منخفضة (Bowler Hats).
في الستينيات ارتدى الرجال ربطات عنق أوسع رُبطت كأنشوطة أو كعقدة مرتخية أُحكمت بدبوس، قصرت المعاطف مشقوقة الذيل حتى صارت لمنتصف الفخذ وباتت تستعمل للعمل، فيما صارت معاطف الـ (sack coat) التي تصل لمنتصف الفخذ تستخدم في المناسبات الأقل رسمية، وازداد طول القبعات العالية لتصبح كمدخنة الموقد بالإضافة للقبعات العالية فمجموعة متنوعة من القبعات الأخرى كانت مشهورة كذلك.
خلال السبعينيات ازدادت شهرة البدلة ذات الثلاث قطع كما اشتهرت القمصان ذات النقوش، كانت ربطة العنق المشهورة هي فور إن هاند ثم بعدها اشتهرت ربطة آسكوت، وفي الطقس الحار كانت الشرائط النحيفة بديلًا لربطات العنق خصوصًا في الأميركتين.
كلا المعاطف مشقوقة الذيل ومعاطف (sack coat) صارت أقصر.
وفي رحلات القوارب كانت ترتدى قبعات من قش.
خلال الثمانينات لم تتغير ملابس المساء الرسمية، معطف دان بذيل وبنطال مع معطف أقصر داكن اللون وربطة عنق بيضاء
قميص بياقة مجنحة، في منتصف العقد كان معطف العشاء أو التوكسيدو يستخدم في المناسبات الرسمية الخفيفة، أما معطف نورفولك (Norfolk jacket) وسراويل ركبي صوفية كانت تستخدم للنشاطات الخارجية كالصيد.
في الشتاء كانت ترتدى معاطف طويلة حتى القدمين أو الركبتين، بياقات مختلفة من مخملٍ أو من فرو.
أحذية الرجال كانت ذات كعبٍ عالٍ ومقدمة مستدقة.
بدأً من التسعينات ظهر البليزر وصار يرتدى للرياضة، الإبحار وغيرها من الأنشطة الاعتيادية.
خلال معظم العصر الفيكتوري كان شعر أغلب الرجال قصيرًا للغاية، فيما تباينت أشكال شعر الوجه؛ شوارب وعوارض جانبيه ولحىً كاملة، لم يعد الوجه المحلوق تمامًا للموضة إلا في نهاية الثمانينات وبداية التسعينات.
يصعب التفريق بين ما ارتداه الرجال بالفعل وما سُوق له في المجلات والإعلانات إذ ما من مصادر موثوقة.

## ملابس الحداد السوداء
في بريطانيا الأسود هو اللون التقليدي المقترن بالحداد للموتى، وخلال معظم العصر الفيكتوري كانت التقاليد والتصرفات المتوقعة– وقت الحداد-  من الرجال وخصوصًا النساء صارمة تعتمد على تسلسل معقد من حيث قرب أو بعد العلاقة مع الميت، وكلما زادت القرابة كلما طالت فترة الحداد وارتداء الأسود.

### قواعد الحداد

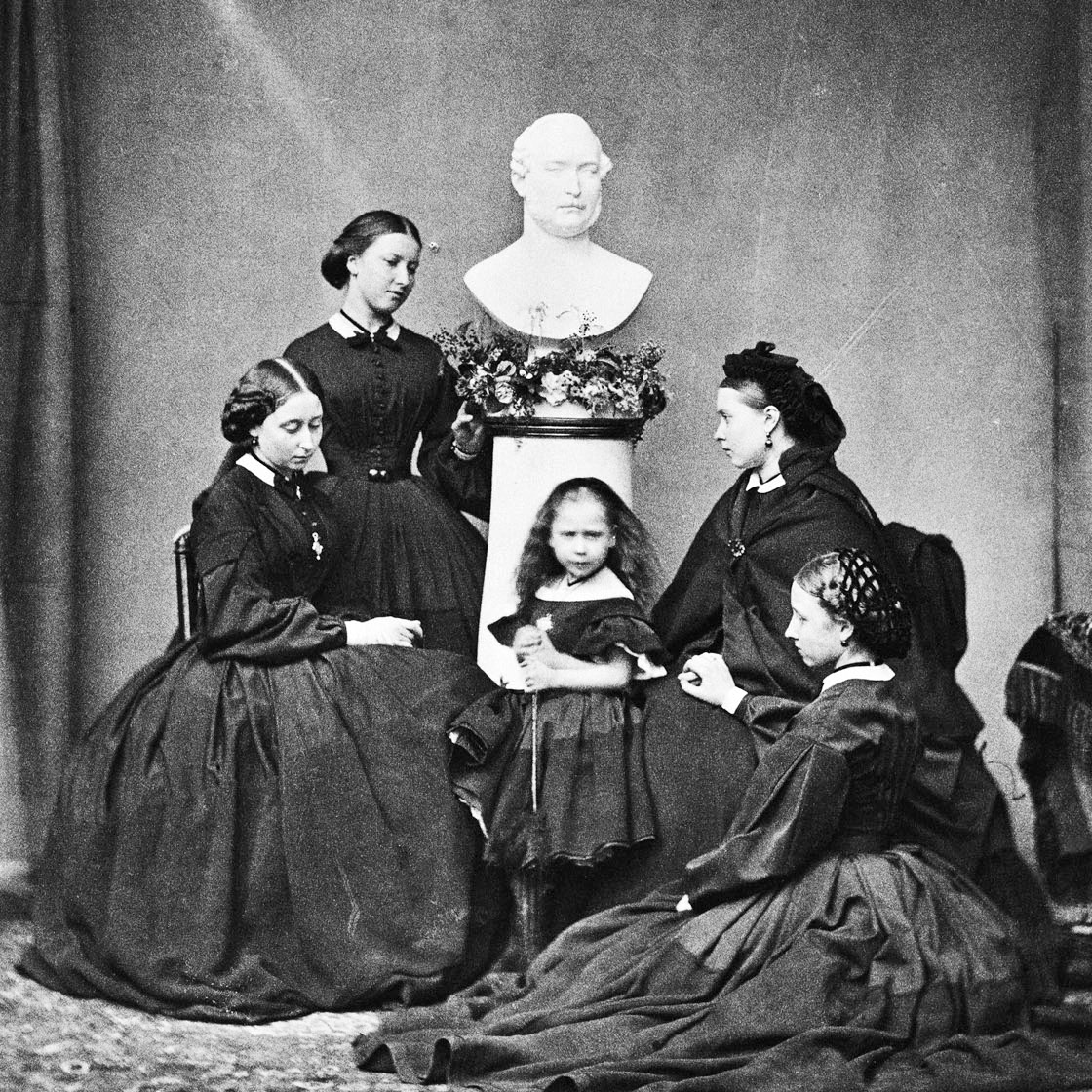
بنات فيكتوريا الخمس (أليس وهيلينا وبياتريس و فيكتوريا و لويز) صورن يرتدين ملابس الحداد السوداء تحت تمثال نصفي لأبيهم الراحل الأمير ألبرت (1862)

كتاب أداب وقواعد المجتمع الجيد أو هفوات يجب الابتعاد عنها - Manners and Rules of Good Society, or, Solecisms to be Avoided (London, Frederick Warne & Co., 1887) - يعطي تعليماتٍ واضحة مثلما يلي
| العلاقة بالميت                      | الحداد الأول                                                                                           | الحداد الثاني                       | الحداد العادي | نصف الحداد                                                                   |
| الزوجة لزوجها                       | سنة واحدة، من الشهر الأول ترتدي فستان أسود من الكريب (crepe)، أكمام من نسيج مخرم وياقات وقبعة الأرملة  | 6 أشهر، يقل استخدام قماش الكريب     | ستة أشهر ويستبدل فستان الكريب بآخر من سلك أو صوف في الثلاثة أشهر ٍالأخيرة من الممكن إضافة مجوهرات من كهرمان أسود أو أشرطة للزي | ستة أشهر: الألوان المسموحة هي؛ الرمادي والبنفسجي والليلكي والرمادي مع الأسود |
| الابنة لوالديها                     | ستة أشهر، فستان من كريب أسودٌ أو أبيض (للفتيات الصغيرات)؛ لا أكمام مخرمة ولا مجوهرات في الشهرين الأولين | أربعة أشهر، يقل استخدام قماش الكريب | – | شهرين مثل الأعلى                                                             |
| الزوجة لوالدي زوجها                 | ثمانية عشر شهرًا بفستان كريب أسود                                                                       | –                                   | ثلاثة أشهر بملابس سوداء | ثلاثة أشهر مثل الأعلى                                                        |
| الوالدين لوالدي أبنائهم بالقانون    | رباط يد أسود دلالة على فقدان أحدهم                                                                     | –                                   | شهر بملابس سوداء | –                                                                            |
| الزوجة الثانية لوالدي الزوجة الأولى | – | –                                   | ثلاثة أشهر بملابس سوداء | –                                                                            |

التعقيدات في قواعد هذه الآداب امتدت لفترات حدادٍ وملابس معينة للأخوة والأخوات وزوجات الأب وأزواج الأم والعمات والأعمام والأخوال والخالات مميزين بصلة الدم والزواج، وكذلك كان الأمر لبنات وأولاد الأخوات والإخوة وأبناء العمومة من الدرجتين الأولى والثانية والأطفال والرضع والصلات (حيث كانوا ضمن فترة الحداد العادي لفترة أسبوع إلى ثلاثة أسابيع متعمدًا على قوة العلاقة).
كانت الحدود لارتداء الرجال ملابس الحداد السوداء أقل مما هي عليه للنساء وكذلك كانت مدة الحداد أقل، بعد منتصف القرن الثامن عشر كان الرجال يرتدون بدلة سوداء وقبعاتٍ برباط أسود للحداد إنما لفترة أقل مما هي مفترضة على النساء، فكان مفترضًا على الأرمل الحداد لثلاثة أشهر فحسب فيما كانت مدة الحداد الصحيحة للنساء الأرامل أربع سنوات، والنساء اللاتي كن يقضين زمنًا أطول في الحداد ينلن احترامًا عظيمًا بين المجتمع لإخلاصهن للميت، أشهر مثال هي الملكة فيكتوريا ذاتها.
كانت النساء ذوات الحالة المادية الضعيفة يحاولن مواكبة الأمثلة الموضوعة من الطبقتين الوسطى والعليا بصبغ ملابسهن اليومية، وفي العصر الفيكتوري كان معظم مكسب الصباغين من صباغة الملابس للأسود للحداد.  

## التقدم التكنولوجي
لم يؤثر التقدم التكنولوجي في الاقتصاد فحسب إنما جلب تغيرات كبيرة على الموضة وأساليب ملابس الرجال والنساء، فكما كان العصر الفيكتوري مبنيًا على أساس الجنس والعرق والطبقة الاجتماعية، هذا التقدم كان في صالح الطبقة العليا إذ كانوا هم من يستطيعون تحمل تكلفة أحدث التقنيات وتبعًا لهذا تغير أسلوب ملابسهم، في الثلاثينات من القرن الثامن عشر كان تقديم كرينولين شعر الحصان الذي أصبح رمزًا للثروة والمنصب بما أن نساء الطبقة العليا هن من كن قادرات على ارتداءه، في الخمسينيات كان هناك المزيد من التقدم التكنولوجي في الأزياء لهذا يمكن تسمية هذا العقد بالثورة في صناعة الأزياء فاختراع هيكل الكرينولين الصناعي الذي يمنح النساء شكل الساعة الرملية عنى أنهن ما عدن يحتجن لارتداء طبقات من البيتيكوت بعد الآن للإيهام بعرض الأرداف كما كان نظيفًا.
وأيضًا قدمت وأضافت الأصباغ الصناعية ألوانًا ساطعة جديدة للملابس، هذا التطور التقني منح النساء الحرية والاختيارات.
في 1855 هوت كوتور قدمت كخياطة بالطلب وأصبحت أكثر شهرة في السنوات التالية.
تشارلز فردريك وورث، مصمم إنجليزي بارز، أصبح مشهورًا بين أواسط الطبقة العليا إلا أن باريس – دائمًا هي مدينة الحلم- اشتهرت الخياطة الراقية أو الـ هوت كوتور في نفس الوقت الذي اخترعت فيه آلات الخياطة، وبرزت تقنيات الخياطة اليدوية وكانت ذات اختلاف فارق مقارنة بأساليب الخياطة القديمة، ارتدت أميرة فرنسا يوجيني ملابس الخياط الإنجليزي تشارلز فريدريك وورث وبسرعة صار مشهورًا في فرنسا بالرغم أنه وصل لباريس قبل بضع سنوات مضت، في 1855 ملكة بريطانيا الملكة فيكتوريا والأمير ألبرت رحبا بحاكم فرنسا نابليون والأميرة يوجيني لزيارة بريطانيا، يوجيني -التي كانت تعتبر رمزًا للموضة في فرنسا- سرعان ما أصبحت صديقة للملكة فيكتوريا التي كانت هي بدورها رمزًا للموضة في الطبقة العالية في أوروبا, ألهمت يوجيني الملكة فيكتوريا بأسلوبها والأزياء التي ارتدتها، وفيما بعد عينت تشارلز فردريك وورث خياطَا لملابسها فأصبح مصممًا شهيرًا بين أواسط الطبقة العالية في أوروبا.
وعُرف تشارلز فردريك وورث بكونه الأب للخياطة الراقية - الـ هوت كوتور- وكذلك لفكرة التسميات التي اخترعت في نهاية القرن الثامن عشر مع اشتهار الملابس المخاطة حسب الطلب.  
في الستينيات من القرن الثامن عشر وحينما ضجت أوروبا بالملابس (خاصة الصنع) اعتبر الكرينولين غير عملي، وفي السبعينات فضلت النساء مظهرًا أنحف لذا ازداد طول الصدريات وأسلوب Polonaise الذي كان عبارة عن تنورة وصدرية متصلة ظهر، في السبعينيات أيضًا اخترعت الـ Ciurass Bodice الذي كان عبارة عن قطعة مدرعة تغطي الصدر وتعمل كمشد، مع نهاية العصر الفيكتوري صارت الفساتين واسعة بمظهر طبيعي مع رفض الطبقة الوسطى وبعض المصممين مثل تشارلز فردريك وورث للكرينولين، كل هذه الاختراعات والتغيرات في الأزياء قادت النساء للحرية مع كون الملابس تحسنت في الوضع وصارت أكثر عملية

## ديكور المنزل
بداية كان ديكور المنزل بسيطًا ثم تحول للأسلوب الفخم المزخرف الذي نطلق عليه فيكتوري في الحاضر، ثم احتضن الـ ريتو تشيك لويليام موريس وكذلك الفن الياباني المقلد.

## الصور النمطية المعاصرة

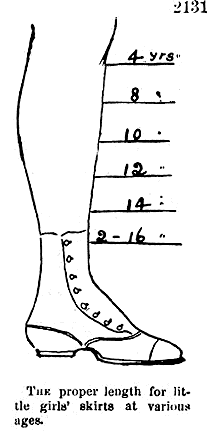
الطول المناسب لتنورات الفتيات الصغيرات في مختلف الأعمار من مجلة Harper's Bazaar تظهر كيف يفترض بطرف التنورة أن ينخفض كلما كبرت الفتاة

ينظر لملابس الرجال على أنها رسمية وغير مرنة، ولملابس النساء على أنها مبهرجة ومبالغ بها تغطي الملابس الجسم كله، وأُخبِرنا، أن حتى لمحة من الكاحل عُدت فاضحة، جادل النقاد أن المشدات ضيقت على جسد المرأة وحياتها، ووصفت المنازل بأنها كئيبة ومظلمة ومكتظة بكثير من الأثاث المبهرج وأواني الزينة المتزايدة، ومن الخرافات أنه حتى أقدام البيانو اعتبرت مخلة وغطيت بقماش صغير.
بالطبع معظم هذا غير صحيح أو مبالغة مشينة، لربما كانت ملابس الرجال ذات ألوانٍ أقل مقارنة بما كانت عليه في القرن الماضي إنما أعطت المعاطف الرائعة وأحزمة الوسط – كمبربند -  بعضًا من اللون، معاطف سموكن والفساتين كانت من المقصب ومطعمة بالزخارف، هذه الظاهرة كانت نتاجًا لنمو مجال قطاع تصنيع القماش وتطور الإنتاج المفرط والازدياد في محاولة التسويق لأزياء الرجال، أبرزت المشدات فتنة النساء بتكبير الأوراك والمؤخرة عن طريق تصغير الخصر فيما أظهرت فساتين المساء الكتفين ومقدمة الصدر، ولربما غطت فساتين جيرسي – التي اشتهرت في الثمانينات -الجسم كله إلا أن قماش نوفل المرن لائم الجسد تمامًا.
أثاث المنزل لم يكن بالضرورة مبهرجًا أو مكتظًا، الذين استطاعوا تحمل تكلفة الأقمشة المزخرفة والزينة الباهظة وأرادوا اظهار ثروتهم كانوا غالبًا ما يبالغون بتأثيث منازلهم.
لا يوجد دليل حقيقي على أن أقدام البيانو كان تعتبر غير لائقة، البيانو والطاولات كانت غالبًا ما تسدل عليها شالات أو أقمشة وإن أخفت الشالات أي شيء فهو رخص الأثاث، هناك مراجع لعائلات ضعيفة ماديًا من الطبقة الوسطى تغطي طاولاتها من خشب الصنوبر عوضًا عن إظهار أنهم لم يستطيعوا تحمل تكلفة طاولات من الماهوجني، على ما يبدو فقصة ساق البيانو بدأت في كتاب-A Diary in America - الذي كُتبه الكابتن فردريك ماريات عام 1893 كتعليق ساخر على التحفظ الأمريكي.
في المقابل لربما كانت الآداب الفيكتورية صارمة مثل ما يتهيأ – في الظاهر، لم يتحدث أحد عن الجنس في العامة وكذا عن الإنجاب وبقية الأمور الأخرى هذا على الأقل في الطبقتين الوسطى والعليا المحترمتين إنما – وكما هو معروف جيدًا- التكتم غطى عددًا من الآثام، البغاء انتشر وانخرط رجال ونساء الطبقة العليا في علاقات غير شرعية.